# Camilla D
Die Camilla D war ein 1982 von der Kröger-Werft Rendsburg gebautes StoRo-Schiff. Die Typenbezeichnung „StoRo“ steht für „stowable Roll on Roll off“, eine Sonderform des RoRo-Schiffes. Schlagzeilen machte das Schiff als Camilla im Januar 2003, nachdem es mit Maschinenschaden vor Neufundland im Sturm trieb und die Mannschaft abgeborgen wurde, sowie als Camilla Desgagnes im September 2008 nach der ersten fahrplanmäßigen Nordwestpassage eines Handelsschiffs.

## Geschichte

### Bau und Betrieb
Das Schiff wurde als Camilla unter der Baunummer 1506 auf der Kröger-Werft in Rendsburg für die finnische Reederei Lundquist in Mariehamn gebaut. Das Schiff kam unter finnischer Flagge mit Heimathafen Mariehamn in Fahrt. 2004 wurde das Schiff an die kanadische Reederei Desgagnés Transport verkauft, die es unter dem Namen Camilla Desgagnés betrieb, sowie 2017 an die russische Reederei TransMorFlot, die das Schiff in Camilla D umbenannte. 2022 wurde das Schiff zum Abbruch in Alang verkauft.

### Havarie im Januar 2003
Am 23. Januar 2003 bat die Camilla, die nach einem Maschinenschaden antriebslos und mit Schlagseite in schlechtem Wetter vor Neufundland trieb, die kanadische Küstenwache um Rettung aus der Luft. Die damals 17-köpfige Mannschaft wurde daraufhin mit Helikoptern vom Schiff geholt und nach St. John’s gebracht.
Die Reederei schloss einen Bergungsvertrag nach Lloyds Open Form (LOF) 2000 mit den Bergungsunternehmen International Transport Contractors Management (ITC) und Titan Maritime (Titan) ab. Ein Bergungsteam beider Unternehmen begann mit der Vorbereitung einer Landung an Bord des Havaristen, der Stabilisierung des Schiffs und der Herstellung einer Schleppverbindung. Währenddessen nahm der ITC-Bergungsschlepper Kigoria Kurs auf die Camilla.
Da der Sturm die Camilla unterdessen über 300 Seemeilen östlich der kanadischen Küste vertrieben hatte, geriet diese außer Reichweite von Helikoptern.
Am späten 25. Januar traf die Kigoria am Havaristen ein und am Folgetag begann die Vorbereitung der Verschleppung, dabei ging ein Besatzungsmitglied der Kigoria über Bord, wurde aber kurz darauf wieder geborgen. Am späten 27. Januar stieß der hinzugecharterte Bohrinselversorger Ryan Leet der Reederei Secunda Marine zur Camilla vor. Der Havarist hatte inzwischen eine Schlagseite von 25 Grad nach Backbord, wobei er bis zu 45 Grad nach Backbord überholte. Zwei Männer der Ryan Leet schafften es mit einem Bereitschaftsboot, an Bord der Camilla zu gelangen und das Schleppgeschirr vorzubereiten. Nach der Herstellung der Schleppverbindung setzte sich die Kigoria mit vier bis fünf Knoten in Fahrt Richtung St. John’s.
Das gemeinsame Bergungsteam von Titan und ITC traf am frühen 30. Januar am Schleppzug, etwa 160 Seemeilen östlich von St. John’s ein und stellte die Schäden an der Camilla fest. Am 1. Februar erreichte der Schleppzug Schutz in der Conception Bay. Hier wurde das Schiff schnellstmöglich stabilisiert, da sich ein Blizzard in Orkanstärke näherte. Nach zwölf Bergungstagen erreichte die Camilla St. John’s, wo sie an ihre Eigner übergeben wurde.

### Nordwestpassage 2008
Die Camilla Desgagnés durchfuhr im September 2008 die Nordwestpassage. Es war die erste Durchfahrt eines Frachtschiffs seit der Manhattan im Jahr 1969. Am 28. November 2008 bestätigte die kanadische Küstenwache den Erfolg. Die Camilla Desgagnés der Reederei Desgagnés Transport versorgte mit der Fahrt in Kooperation mit der Arctic Cooperative, Bestandteil von Nunavut Sealift und Supply Incorporated (NSSI), von Montreal aus die Siedlungen Cambridge Bay, Kugluktuk, Gjoa Haven und Taloyoak. Ein Mitglied der Besatzung berichtete auf Nachfrage zu den Navigationsbedingungen, es habe unterwegs kein Eis gegeben. Obwohl regelmäßige Seetransporte in der kanadischen Arktis selbstverständlich sind, war dies das erste Mal, dass die weit westlich gelegenen Gemeinden per Schiff aus dem Osten versorgt wurden.

## Technische Daten und Ausrüstung
Das mit vielen Spezialeinrichtungen ausgerüstete Schiff gehörte zum Typ der RoRo-Schiffe und war darüber hinaus an die besonderen Anforderungen des Papier- und Zellulosetransportes angepasst. Für die Ladungsaufnahme standen ein kleinerer Unterraum mit 4475 Kubikmetern und ein großer Oberraum mit 11555 Kubikmetern Rauminhalt zur Verfügung. Die zulässige Decksbelastung betrug 5,0 Tonnen pro Quadratmeter. Die zulässige Belastung des Oberdecks betrug 1,5 Tonnen pro Quadratmeter. Die für den RoRo-Umschlag vorhandene 14,5 m lange Rampe führte durch eine 10 Meter breite Heckpforte zum Oberraum, der über eine 60-t- und eine 30-t-Navire-Hebebühne mit dem Unter- bzw. Wetterdeck verbunden war. Zusätzlich hatte die Camilla zwei kombinierte Seiten-Oberdeckspforten, die mit einer Ladeplattform und je einem 7-Tonnen-Lift zur schnelleren Übernahme von Papierrollen und Zelluloseballen ausgerüstet waren. Die Decksaufbauten waren achtern angeordnete. Hier waren unter anderem Kabinen für 12 Passagiere eingerichtet.
Der Antrieb des Schiffes erfolgte durch einen Dieselmotor, der über ein Getriebe auf einen Verstellpropeller wirkte. Zunächst war ein Dieselmotor des Typs Stork-Werkspoor 12 TM 410 mit 5735 Kilowatt Leistung verbaut. Zur Stromversorgung an Bord standen zwei Dieselgeneratoren mit einer Leistung von je 640 Kilowatt zur Verfügung. Die Maschinenanlage wurde später umgebaut. Der Antriebsmotor wurde durch einen MaK-Dieselmotor des Typs 6M43C mit 5700 Kilowatt Leistung ersetzt, der den Propeller und einen Wellengenerator antrieb. Auch die Dieselgeneratoren wurden ersetzt. Als Antriebsmotoren für die Generatoren wurden zwei Volvo-Penta-Dieselmotoren des Typs D25A-MS mit jeweils 565 Kilowatt Leistung verbaut. Außerdem wurde das Schiff mit einem auf der Backbordseite angeordneten Kran mit einer Kapazität von 45 t nachgerüstet. Das Schiff besaß ein mit 600 Kilowatt Leistung angetriebenes Bugstrahlruder und die Eisklasse 1A Super.